# Sandra Bagarić
Sandra Bagarić, (Zenica, 5 april 1974) is een bekende Kroatisch operazangeres. Haar muzikale opleiding deed ze in zowel Zenica als Sarajevo. Na het behalen van haar diploma vertrok ze naar Zagreb, Kroatië, waar ze lessen volgde van prof. Ljiljana Molnar-Talajić aan de Muzikale Academie. Hier ontplooide ze zich tot een echte operazangeres.
Ze speelde de hoofdrol in de volgende opera's: Madame Troubadur, Grofica Marica, Šišmiš, Boccaccio, Noć u Veneciji, Kneginja čardaša, Mala Floramye, Tko pjeva zlo ne misli, Kod bijelog konja (Maribor, Slovenië), Ljubavni napitak (Split).
Ze trad op in verschillende landen over de hele wereld, ze komt ook regelmatig voorbij in allerlei tv-reclames en tv-campagnes. Voor de Kroatische Radio Televisie (HTV) trad ze op in de muzikale televisieprogramma Za srce i dušu (voor het hart en de ziel).
In 2007 trad ze op met de popgroep "Kraljevi Ulice" op het Dora festival. De winnaars van dit festival mogen Kroatië vertegenwoordigen op het Eurovisiesongfestival. Ze eindigden op de tweede plaats.